# Билтен (1940)
„Билтен“ (на сръбски: Билтен, тоест Бюлетин) е нелегален месечен вестник на Областния комитет на Югославската комунистическа партия за Македония, излизал от юли 1940 година в Скопие.
Вестникът е списван на сръбски език и на македонски диалект и е печатан на циклостил. Излизат общо четири броя. Вестникът отразява предимно политиката на ЮКП по политическите и стопанските въпроси – аграрният, тютюневия въпрос, но се занимава и с националния въпрос и с организационните проблеми на партията. Във връзка с чествуването на Илинденското въстание „Билтен“ пропагандира мисълта на Гоце Делчев „Свободата на Македония е дело на самите македонци. Тя лежи във вътрешното въстание“. Вестникът е против „насилията и угнетителските режими над македонците, за свободата и равноправието на македонците и за освобождението на страната от великосръбския, българския и гръцкия империализъм“, както и за изгонване на всички колонисти от Македония без разлика на тяхното социално положение. „Билтен“ полемизира с Никола Вулич и отстоява схващането за националната индивидуалност на македонците.
По-късно, с нарастването на възможността за присъединяване на Вардарска Македония към България, „Билтен“ се обръща изцяло срещу България и българщината и отстоява целостта на Югославия. Според вестника „С преминаването на македонците под властта на цар Борис абсолютно няма да се промени положението на Македония. Вместо сръбски жандарми ще има български и т.н. Македонците ще бъдат преследвани от българските власти така, както са преследвани от сръбските империалисти. Българските жандарми не по-малко умеят да псуват „вашата мамка македонска“.“ Вестникът се обявява за обща борба на македонците с другите югославски народи за свобода и национална независимост.